# Janne Hietanen
Janne Hietanen (Oulu, 2 juni 1978) is een profvoetballer uit Finland, die speelt als verdediger. Hij staat sinds 2010 onder contract bij de Finse club AC Oulu. Behalve in Finland speelde Hietanen gedurende zijn carrière clubvoetbal in onder meer België, Zweden, Turkije en Spanje.

## Interlandcarrière
Hietanen kwam zeventien keer uit voor de nationale ploeg van Finland. Hij maakte zijn debuut onder leiding van bondscoach Antti Muurinen op woensdag 23 februari 2000 in de vriendschappelijke wedstrijd tegen Estland (4-2-overwinning) in Bangkok, Thailand, net als doelman Magnus Bahne.